# Frejdaren
Frejdaren är en sjö i Strängnäs kommun i Södermanland och ingår i Norrströms huvudavrinningsområde.